# Jacob Vargas
Jacob Vargas (Michoacán, 18 agosto 1971) è un attore messicano naturalizzato statunitense.

## Biografia
Vargas è nato a Michoacán, Messico, ed è cresciuto a Pacoima, Los Angeles. Nel 1996 partecipa alla serie TV I ragazzi di Malibu e nel 2007 al film Le colline hanno gli occhi 2.

## Filmografia

### Cinema
- Una pazza vacanza di Natale (Last Resort), regia di Zane Buzby (1986)
- Ernesto - Guai in campeggio (Ernest Goes to Camp), regia di John R. Cherry III (1987)
- The Principal - Una classe violenta (The Principal), regia di Christopher Cain (1987)
- Nikita - Spie senza volto (Little Nikita), regia di Richard Benjamin (1988)
- I ragazzi del crack (Crack House), regia di Michael Fischa (1989)
- Deserto di Laramie (Gas Food Lodging), regia di Allison Anders (1992)
- Judgement, regia di William Sachs (1992)
- American Me - Rabbia di vivere (American Me), regia di Edward James Olmos (1992)
- Rollerblades - Sulle ali del vento (Airborne), regia di Rob S. Bowman (1993)
- Fatal Instinct - Prossima apertura (Fatal Instinct), regia di Carl Reiner (1993)
- Mi familia (My Family), regia di Gregory Nava (1995)
- Allarme rosso (Crimson Tide), regia di Tony Scott (1995)
- Get Shorty, regia di Barry Sonnenfeld (1995)
- Selena, regia di Gregory Nava (1997)
- Romy & Michelle (Romy and Michele's High School Reunion), regia di David Mirkin (1997)
- Hi-Lo Country (The Hi-Lo Country), regia di Stephen Frears (1998)
- Traffic, regia di Steven Soderbergh (2000)
- Il dottor Dolittle 2 (Dr. Dolittle 2), regia di Steve Carr (2001) – voce
- Il segno della libellula - Dragonfly (Dragonfly), regia di Tom Shadyac (2002)
- Il volo della fenice (Flight of the Phoenix), regia di John Moore (2004)
- The Wendell Baker Story, regia di Andrew Wilson (2005)
- Jarhead, regia di Sam Mendes (2005)
- Bobby, regia di Emilio Estevez (2006)
- Le colline hanno gli occhi 2 (The Hills Have Eyes 2), regia di Martin Weisz (2007)
- Finalmente a casa (Are We Done Yet?), regia di Steve Carr (2007)
- Bobby Z - Il signore della droga (The Death and Life of Bobby Z), regia di John Herzfeld (2007)
- Love Lies Bleeding - Soldi sporchi (Love Lies Bleeding), regia di Keith Samples (2008)
- Death Race, regia di Paul W. S. Anderson (2008)
- Devil, regia di John Erick Dowdle (2010)
- Cesar Chavez, regia di Diego Luna (2014)
- Il paradiso per davvero (Heaven Is for Real), regia di Randall Wallace (2014)
- The 33, regia di Patricia Riggen (2015)
- Crossing Point - I signori della droga, regia di Daniel Zirilli (2016)
- Beyond Skyline, regia di Liam O'Donnell (2017)
- The Public, regia di Emilio Estevez (2018)
- Peel - Famiglia cercasi (Peel), regia di Rafael Monserrate (2019)
- Princess of the Row, regia di Van Maximilian Carlson (2019)
- Plan B, regia di Natalie Morales (2021)
- Kimi - Qualcuno in ascolto (Kimi), regia di Steven Soderbergh (2022)

### Televisione
- I ribelli della notte (The Children of Times Square), regia di Curtis Hanson – film TV (1986)
- Condanna (Never Forget), regia di Joseph Sargent – film TV (1991)
- La morte preannunciata (Seeds of Tragedy), regia di Martin Donovan – film TV (1991)
- Giustizia d'acciaio (Steel Justice), regia di Christopher Crowe – film TV (1992)
- I ragazzi di Malibu (Malibu Shores) – serie TV, 10 episodi (1996)
- Greetings from Tucson – serie TV, 22 episodi (2002-2003)
- Moonlight – serie TV, 5 episodi (2007-2008)
- Blue – webserie, 4 webisodi (2013-2014)
- Sons of Anarchy – serie TV, 15 episodi (2013-2014)
- Hand of God – serie TV, 5 episodi (2015-2017)
- Luke Cage – serie TV, 6 episodi (2016)
- Mosaic – miniserie TV, 4 puntate (2017-2018)
- Philip K. Dick's Electric Dreams – serie TV, episodio 1x05 (2017)
- Mayans M.C. – serie TV, 6 episodi (2019-2020)
- Mr. Iglesias – serie TV, 22 episodi (2019-2020)
- Le ragazze del surf (Surfide Girls) – serie TV, 6 episodi (2022)

## Doppiatori italiani
Nelle versioni in italiano delle opere in cui ha recitato, Jacob Vargas è stato doppiato da:
- Diego Suarez in Psych, Medium, Devil, Colony, Mosaic, Il mistero dei Templari - La serie
- Fabrizio Manfredi in The Principal - Una classe violenta, Traffic, Mr. Iglesias
- Nanni Baldini in E.R. - Medici in prima linea, I ragazzi di Malibu, Cold Case - Delitti irrisolti
- Vittorio Stagni in Hi-Lo Country, Finalmente a casa
- Luigi Ferraro in CSI: NY, CSI: Miami
- Francesco Pezzulli in Fatal Instinct - Prossima apertura
- Edoardo Nevola in Get Shorty
- Luca Sandri in Selena
- Marzio Margine in Romy & Michelle
- Corrado Conforti ne Il segno della libellula - Dragonfly
- Luis Moriones ne Il volo della fenice
- Mattia Bressan in The Wendell Baker Story
- Roberto Gammino in Jarhead
- Simone Mori in Bobby
- Oreste Baldini in Numb3rs
- Franco Mannella in Le colline hanno gli occhi 2
- Roberto Certomà in Bobby Z - Il signore della droga
- Fabio Boccanera in Death Race
- Alberto Bognanni in Burn Notice - Duro a morire
- Massimiliano Virgilii in The Mentalist
- Gabriele Trentalance in Hand of God
- Marco Giansante in Luke Cage
- Alessandro Quarta in Philip K. Dick's Electric Dreams
- Walter Rivetti in Beyond Skyline
- Federico Talocci in Mayans M.C.
- Enrico Chirico in Le ragazze del surf

Da doppiatore è stato sostituito da:
- Luciana Littizzetto ne Il dottor Dolittle 2